# رون أندرسون (لاعب هوكي جليد)
رون أندرسون هو لاعب هوكي جليد كندي، ولد في 21 يناير 1950 في مونكتون في كندا.

## وصلات خارجية
- رون أندرسون (لاعب هوكي جليد) على موقع دوري الهوكي الوطني (الإنجليزية)
- رون أندرسون (لاعب هوكي جليد) على موقع قاعة مشاهير الهوكي (لاعب أن.إتش.أل) (الإنجليزية)
- رون أندرسون (لاعب هوكي جليد) على موقع EliteProspects.com (الإنجليزية)
- رون أندرسون (لاعب هوكي جليد) على موقع HockeyDB.com (الإنجليزية)
- رون أندرسون (لاعب هوكي جليد) على موقع Hockey-Reference.com (الإنجليزية)